# Nemesborzova, Szabolcs-Szatmár-Bereg
Nemesborzova  este un sat în districtul Fehérgyarmat, județul Szabolcs-Szatmár-Bereg, Ungaria, având o populație de 89 de locuitori (2011). 

## Demografie
Componența etnică a satului Nemesborzova
     Maghiari (94,25%)
     Romi (5,75%)
Componența confesională a satului Nemesborzova
     Reformați (61,8%)
     Fără religie (15,73%)
     Necunoscută (22,47%)
     Alte religii (3,37%)
Conform recensământului din 2011, satul Nemesborzova avea 89 de locuitori. Din punct de vedere etnic, majoritatea locuitorilor (94,25%) erau maghiari, cu o minoritate de romi (5,75%).  Din punct de vedere confesional, majoritatea locuitorilor (61,8%) erau reformați, cu o minoritate de persoane fără religie (15,73%). Pentru 22,47% din locuitori nu este cunoscută apartenența confesională.